# Brixen im Thale
Brixen im Thale – gmina w Austrii, w kraju związkowym Tyrol, w powiecie Kitzbühel. Według Austriackiego Urzędu Statystycznego liczyła 2639 mieszkańców (1 stycznia 2015).

## Ludzie związani z Brixen in Thale
- W Brixen im Thale urodził się i zmarł Matthäus Hetzenauer, najskuteczniejszy snajper Wermachtu.